# پزشکی فرگشتی

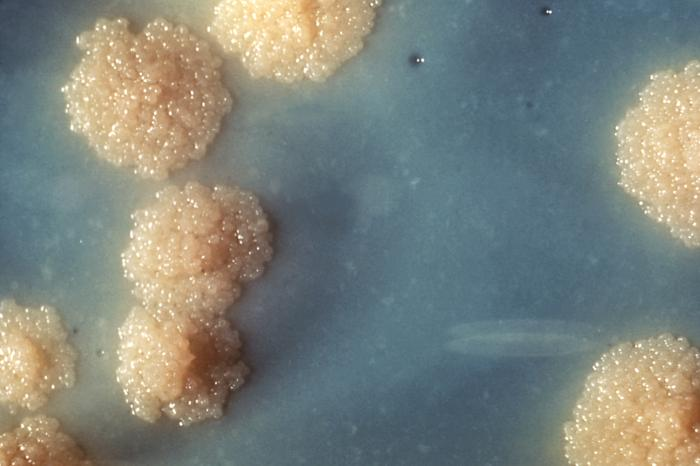
این یک نمای نزدیک از کشت مایکوباکتریوم توبرکلوزیس است.

پزشکی فرگشتی یا پزشکی تکاملی یا پزشکی داروینی، نوع جدیدی از کاربرد نظریه فرگشت، برای درک سلامتی و بیماری است. هدف از پزشکی فرگشتی، پاسخ به این سؤال است که «چرا» مردم بیمار می‌شوند؛ نه این که «چگونه» بیمار می‌شوند. تحقیقات و بررسی‌های پزشکی مدرن، بر روی مکانیزم‌های مولکولی و فیزیولوژیکی بیماری و سلامتی تمرکز می‌کند؛ در حالی که پزشکی فرگشتی، بر این موضوع متمرکز است که چرا فرگشت، این مکانیزم‌ها را به این شکل درآورده که در نتیجهٔ آن، ما نیز مستعد ابتلاء به بیماری‌ها شده‌ایم. روش فرگشتی، باعث پیشرفت ما در درک سرطان، بیماری خودایمنی و آناتومی شده‌است.